# James Ensor
Pour les articles homonymes, voir Ensor (homonymie).
James Sidney Edouard, baron Ensor, né le 13 avril 1860 à Ostende (Belgique) et mort le 19 novembre 1949 dans cette ville, est un artiste peintre, graveur et un anarchiste belge,,. Il développe son propre langage esthétique au gré de ses expérimentations avec la lumière, la ligne et la couleur. Ses toiles se peuplent de motifs macabres, masques de carnaval et squelettes pour atteindre l’apogée dans de fameuses mascarades comme L’intrigue.

## Biographie
De père anglais et de mère flamande, James Ensor est né dans une famille de la petite-bourgeoisie d'Ostende, rue Longue no 44. Ensor quitte peu sa ville natale ; c'est aussi là qu'il meurt en 1949. Commentant sa naissance lors d'un banquet offert en son honneur, il s'exprime en ces termes :

« Je suis né à Ostende, le 13 avril 1860, un vendredi, jour de Vénus. Eh bien ! chers amis, Vénus, dès l'aube de ma naissance, vint à moi souriante et nous nous regardâmes longuement dans les yeux. Ah! les beaux yeux pers et verts, les longs cheveux couleur de sable. Vénus était blonde et belle, toute barbouillée d'écume, elle fleurait bon la mer salée. Bien vite je la peignis, car elle mordait mes pinceaux, bouffait mes couleurs, convoitait mes coquilles peintes, elle courait sur mes nacres, s'oubliait dans mes conques, salivait sur mes brosses. »

Son père, James Frederic Ensor, un ingénieur anglais, sombre dans l'alcoolisme et l'héroïne. Sa mère, Maria Catherina Haegheman, de souche flamande, tient un magasin de souvenirs, coquillages et masques de carnaval. Les heures passées près d'elle, dans un décor coloré et fantastique, influencent son inspiration.

Ses parents
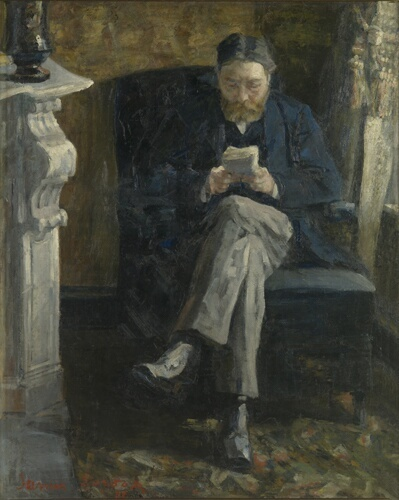
James Frederic Ensor (le père), peint par l'artiste en 1881.
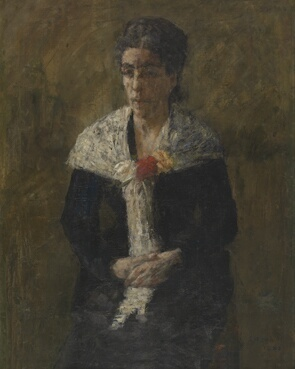
Maria Catherina Haegheman (la mère), peinte par l'artiste en 1882.

### Formation
À treize ans, James Ensor entre au collège Notre-Dame d'Ostende, où, insensible aux études, il ne reste que deux ans. Dans la biographie du catalogue raisonné James Ensor, Xavier Tricot indique qu'il montre davantage d'intérêt pour le dessin que pour les cours donnés par ses professeurs du collège de Notre-Dame. Ses parents l'autorisent à suivre des cours de dessin chez deux aquarellistes locaux, Edouard Dubar (Ostende 1803-1879) et Michel Van Cuyck (Ostende 1797-1875).
En 1877, il s'inscrit à l'Académie des beaux-arts de Bruxelles, dirigée par Jean-François Portaels où il se lie d'amitié avec Fernand Khnopff et Willy Finch et fait la connaissance de la famille Rousseau (Ernest, professeur de physique à l'ULB, et son épouse, la mycologue Mariette Rousseau) qui l'introduit dans les milieux artistiques et intellectuels de la capitale. Ses professeurs sont Joseph Stallaert (Merchtem, 1825-1903) et Joseph van Severdonck (Bruxelles, 1819-1905). Mais il s'insurge contre l'académisme — « Je sors et sans façon de cette boîte à myopes » (il quitte l'Académie en 1880) — et décide de retourner s'installer chez sa mère.

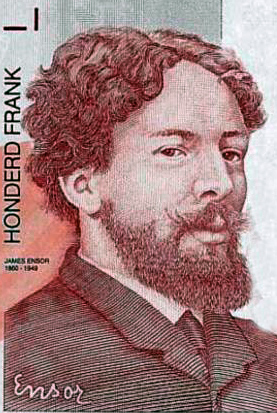
Portrait de James Ensor sur un billet de 100 francs belges.

Dans la maison familiale où, célibataire convaincu, il vivra jusqu'en 1917, Ensor s'installe un cabinet dans les combles et commence à peindre des portraits réalistes ou des paysages inspirés par l'impressionnisme. À cette époque, il écrit : « Mes concitoyens, d'éminence molluqueuse, m'accablent. On m'injurie, on m'insulte : je suis fou, je suis sot, je suis méchant, mauvais… » Il entame alors une de ses périodes les plus créatrices.
Dès 1881, Ensor commence à exposer à Bruxelles qui devenait alors un centre artistique et littéraire ouvert aux apports nouveaux, mais sa toile La Mangeuse d'huitres est refusée à l'exposition triennale d'Anvers de 1882, ainsi qu'à l'exposition de l'Essor à Bruxelles en 1883. 
En 1883, quand Octave Maus fonde le cercle artistique d'avant-garde « Les XX » il en est un des membres fondateurs et peint son premier tableau de masques, et un autoportrait auquel il ajoutera plus tard le « chapeau fleuri ».

### Le Rejet par les XX
En 1889, L'Entrée du Christ à Bruxelles est refusée au Salon des XX et il est question de l'exclure du Cercle. Quand il est mis à l'écart, ulcéré, il bascule dans la déraison. Désormais, seul contre tous, il couvre et balafre ses toiles de couleurs rougeoyantes symbolisant son exaspération. Le groupe se sépare quatre ans après pour se récréer sous le nom de La Libre Esthétique. En 1905, James Ensor devient membre du cercle anversois L'Art Contemporain (Kunst van Heden).
À 33 ans, Ensor est déjà un homme du passé. Le pointillisme et le symbolisme semblent l'emporter. Les premières demeures de Victor Horta symbolisent un nouvel art de vivre. Il n'est plus le nain Hop-Frog, bouffon d'Edgar Allan Poe, moins encore le Christ martyr.
Il se consacre à cette époque au fantastique et à la satire. Il modifie certains de ses dessins en y ajoutant des êtres imaginaires et des squelettes comme dans Squelette dessinant fines puérilités, dessin au crayon de couleur, conservé au Louvre, dans lequel il transforme son autoportrait avec une tête  de squelette.

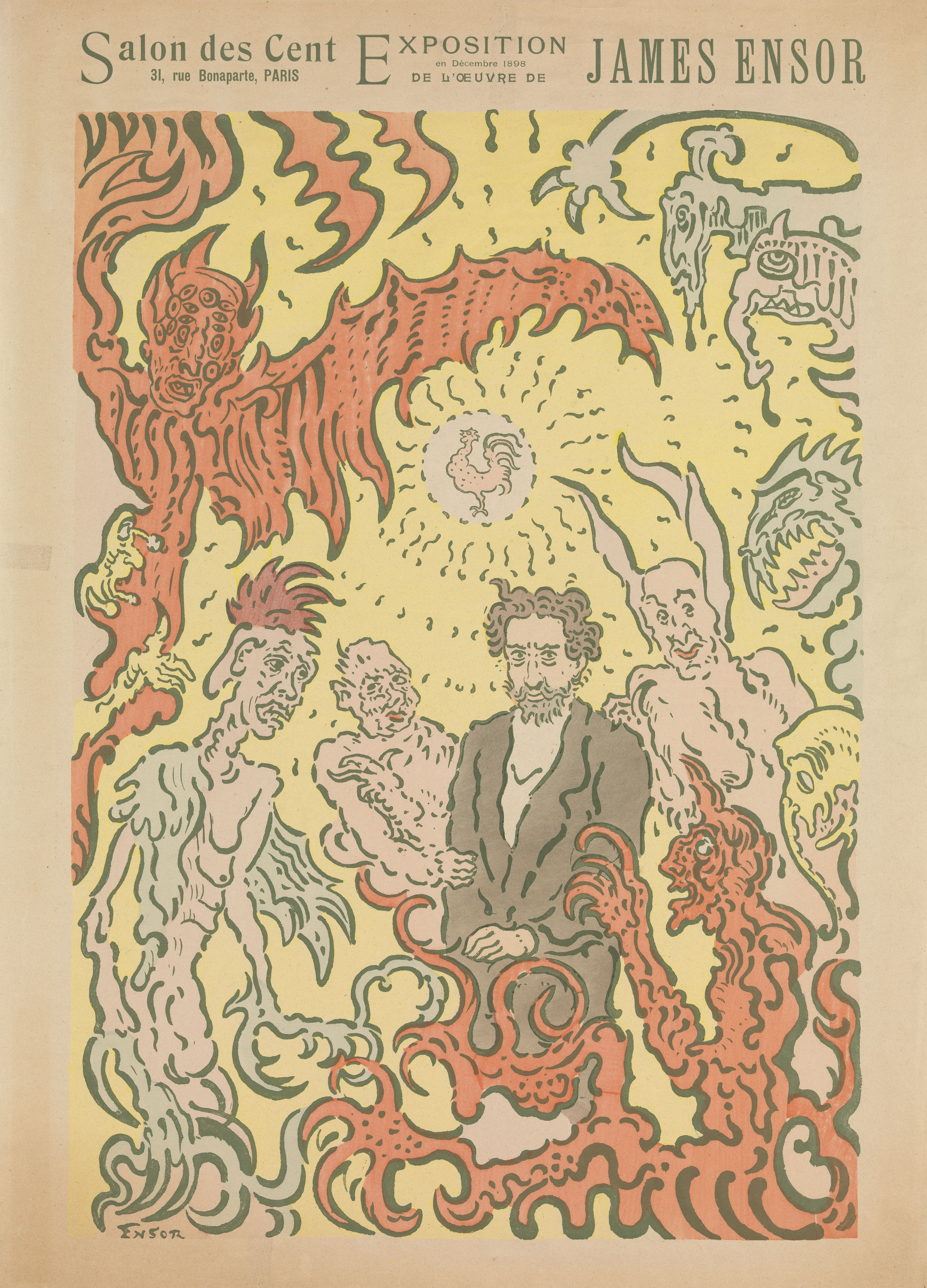
Affiche pour le Salon des Cent, 1898
Art Institute of Chicago

En 1898, il est l'un des instigateurs du bal du Rat mort qui a lieu à la fin du carnaval d'Ostende. Il se représente souvent avec son portrait entouré d'êtres hostiles, allusion directe à un monde dont il se sent victime. Une composition qu'il intitule Démons me turlupinant, apparait dans une gravure de 1895 conservée à L'Art Institute of Chicago et qu'il reprend en 1898 pour l'exposition au salon des Cent à Paris en 1898.

### La Reconnaissance tardive
Il doit attendre le début du siècle suivant, alors qu'il a donné le meilleur, pour assister à la reconnaissance de son œuvre : expositions internationales, visite royale, anoblissement — il est fait baron —, Légion d'honneur. Il est désormais surnommé le « prince des peintres », mais il a une réaction inattendue face à cette reconnaissance trop longtemps attendue et trop tard venue à son goût : il abandonne la peinture et consacre les dernières années de sa vie exclusivement à la musique contemporaine.
Distinctions
- Chevalier de l'ordre de Léopold (par arrêté royal du 19 mars 1903)[20] ;
- Commandeur de la Légion d'honneur (remise le 2 août 1933)[21]
- Commandeur de l'ordre royal de Saint-Sava en 1933 (Yougoslavie).
- Il est fait baron en 1929 par le roi Albert Ier

### Fin de vie
En 1924, l’Opéra flamand d’Anvers créé le ballet La Gamme d’Amour imaginé et composé par lui. Ensor joue aussi du piano et de l’harmonium.
Malgré l'avis de ses amis, il reste à Ostende pendant la Seconde Guerre mondiale malgré les risques de bombardements.
Il meurt le 19 novembre 1949 à l'hôpital du Sacré-Cœur d'Ostende et est inhumé quatre jours plus tard dans le cimetière Notre-Dame des Dunes à Mariakerke, près d'Ostende.
Si sa vie privée reste mal connue, c'est parce que l'artiste l'a désiré ainsi. Le peintre s'est construit une existence de beauté, de vérité et de veine poétique.

## Œuvre
Avec son retour chez sa mère, Ensor est fasciné par la lumière de la cité balnéaire qui lui inspire des pâleurs secrètes. Ensor sculpte la lumière et est captivé par le pouvoir de recréer les choses ou de les vider de leur contenu familier : « La lumière déforme le contour. Je vis là-dedans un monde énorme que je pouvais explorer, une nouvelle manière de voir que je pouvais représenter. » Ses tableaux, Le Nuage blanc et Les Toits d'Ostende (1884), rappellent ceux de Turner, entre modernité et avant-garde.
Dans la Mangeuse d'huîtres (1882), une nappe immaculée éblouit l'avant-plan et tombe quasi en dehors des limites du cadre. Malgré les tableaux prestigieux que celui-là rappelle (toute la tradition flamande du XVIIe siècle), mais aussi Vuillard, on le refuse au Salon d'Anvers. Toutes ses toiles sont rejetées du Salon de Bruxelles de 1884.
C’est en 1883 que le masque fait son apparition dans l’œuvre de l'artiste avec Les masques scandalisés, chef-d’œuvre de sa période sombre. En 1892, presque dix ans plus tard, Ensor réalise Les masques singuliers, jalon de sa période claire. À travers les masques, sa peinture aborde des thématiques et des registres qui nous parlent : la mort, l'illusion, l'enfance, la mer, le rire, l'angoisse. Les masques sont pour lui une fresque de la société et de ses dérives. Ils personnifient l'hypocrisie de la bourgeoisie, la classe sociale dont est issu le peintre. Formellement, ses motifs hypnotiques, ses compositions bancales et aux coloris violents sont formidablement novateurs. La peinture de Nolde, Kandinsky et Klee s'en ressent profondément dès les années 1910. Par sa prédilection pour les personnages masqués, les squelettes, qui, dans ses tableaux, grouillent dans une atmosphère de carnaval, Ensor est le père d'un monde imaginaire et fantastique qui annonce le surréalisme,.
Il met en évidence les aspects grotesques des choses, rehaussés de manière surréelle, et s'oriente vers une vision du monde radicale, sarcastique et insolente. Comme chez Pieter Brueghel l'Ancien ou Jérôme Bosch, l'inanimé respire et crie. Ses obsessions et ses peurs jouent un rôle manifeste dans les traits menaçants qu'il attribue aux objets utilitaires, aux revenants et aux masques. Ces derniers, à partir des années 1880, dominent son inspiration et renvoient au carnaval, ce « monde à l'envers », anarchique où les rapports sociaux sont démontrés par l'absurde. La foule considérée comme une menace, un cauchemar, sera le thème de nombreuses toiles. Il entretient avec elle des rapports ambivalents : solidarité envers les revendications des défilés contre l'Église et le roi mais aussi, crainte d'un homme retiré du monde.
C'est entre 1887 et 1893 qu'il peint ses plus beaux tableaux : la gamme chromatique prend feu au milieu des nacres translucides des ciels et des marines. Contemporaine des van Gogh et des toiles d'Edvard Munch, son œuvre contient les futures révolutions du fauvisme au mouvement Cobra.
Ses autoportraits tardifs (il en a peint 112) sont marqués par des sentiments négatifs, on y cherche vainement les traits volontaires et fiers, ainsi que cette lueur d’humour qui caractérisent ses travaux de jeunesse. Émile Verhaeren écrit : « Il serait surprenant qu’Ensor, aimant avant tout au monde son art et par conséquent chérissant surtout celui qui le fait, c’est-à-dire lui-même, n’eût multiplié à l’infini sa propre effigie. »
Artiste pluraliste, il l'est également dans son style et ses techniques : toile, bois, papier, carton, couteau à palette, pinceau fin ou spatule… : « Chaque œuvre devrait présenter un procédé nouveau », écrit-il à André de Ridder (nl). Il s'est aussi lancé dans la gravure : « Je veux survivre, et je songe aux cuivres solides, aux encres inaltérables ».
Dans un but purement alimentaire[réf. nécessaire], il édite des eaux-fortes, les fameux « biftecks d'Ensor », œuvres purement commerciales[réf. nécessaire] mais qui ont fait alors la fierté des marchands de souvenirs. Il réalise aussi des caricatures, laissant libre cours à sa verve gouailleuse, avec un trait racé, canaille et pourfendeur à la manière de Bruegel et de Bosch. Ses scènes de baigneurs fesses à l'air dans des postures hilarantes sont des chefs-d'œuvre du genre.

« Ne remuons plus ce grand cadavre flamand. Aujourd'hui mannequin creux, décoloré, animé par quelques criquets agressifs. Flandrophyliseurs intempestifs, désorienteurs déclassés délirants, vos excitations intéressées de siffleurs décalqués restent sans écho. L'art moderne n'a plus de frontières. À bas les rembrunis acariâtres. Fromagers égoïstes et sirupeux. Alarmistes frontiérisés. Charcutiers de Jérusalem. Moutons de Panurge. Architectes frigides et mélassiers, etc. Vive l'art libre, libre, libre ! »

— J. Ensor, Une réaction artistique au pays de Narquoisie. 1900

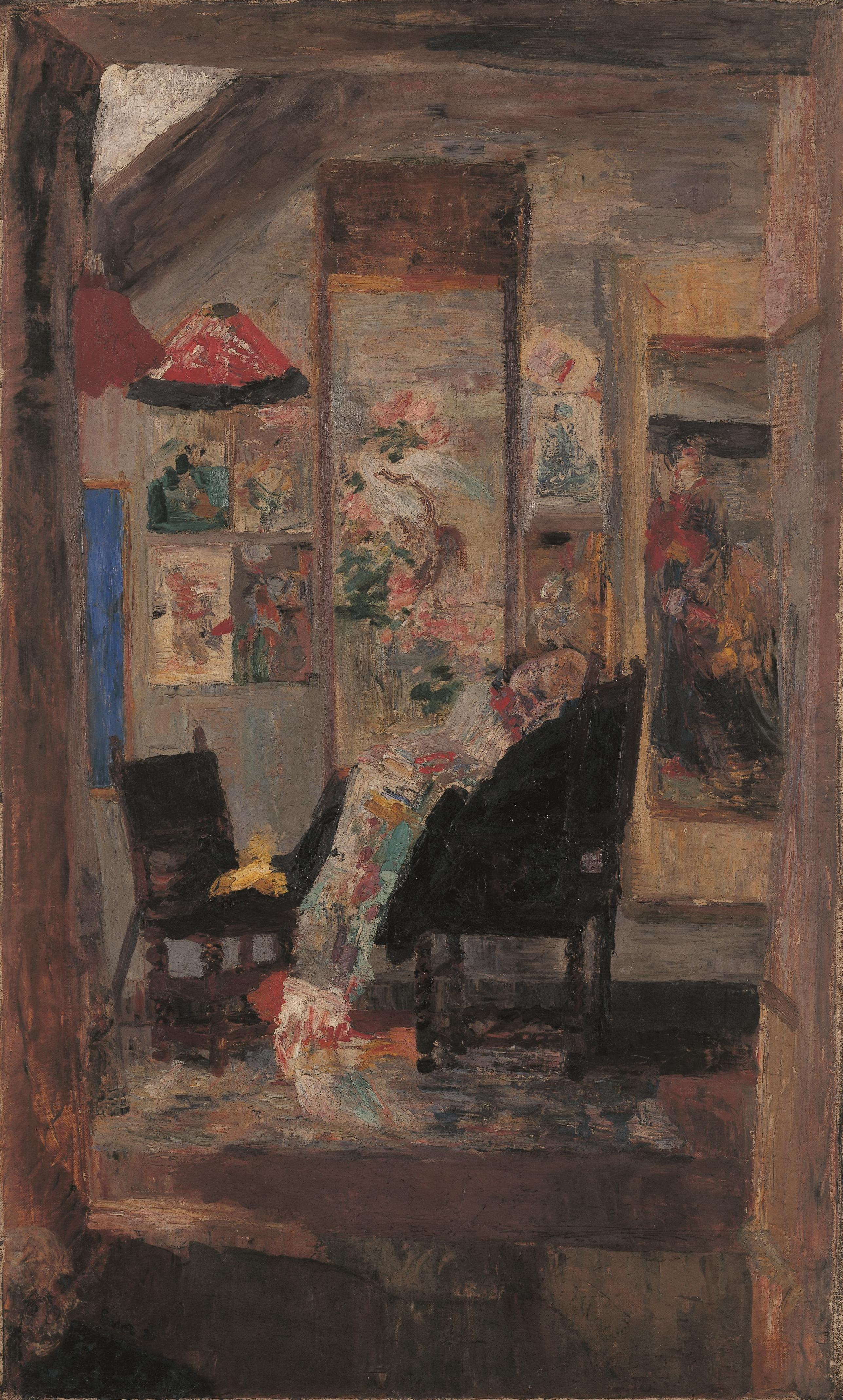
Squelette regardant chinoiseries, 1885, Fonds du Patrimoine, Fondation Roi Baudouin
L'Entrée du Christ à Bruxelles, 1888
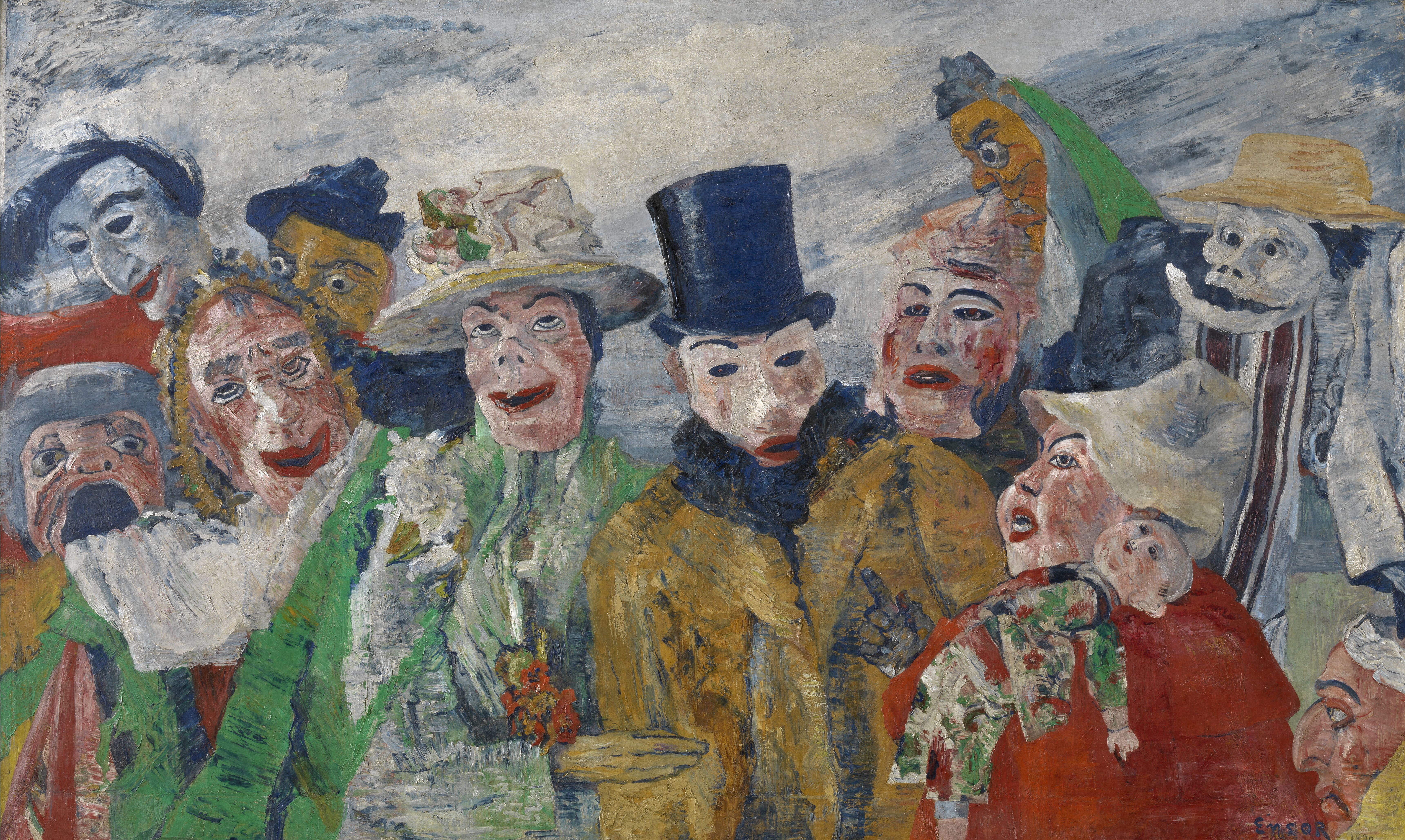
L'Intrigue, 1890
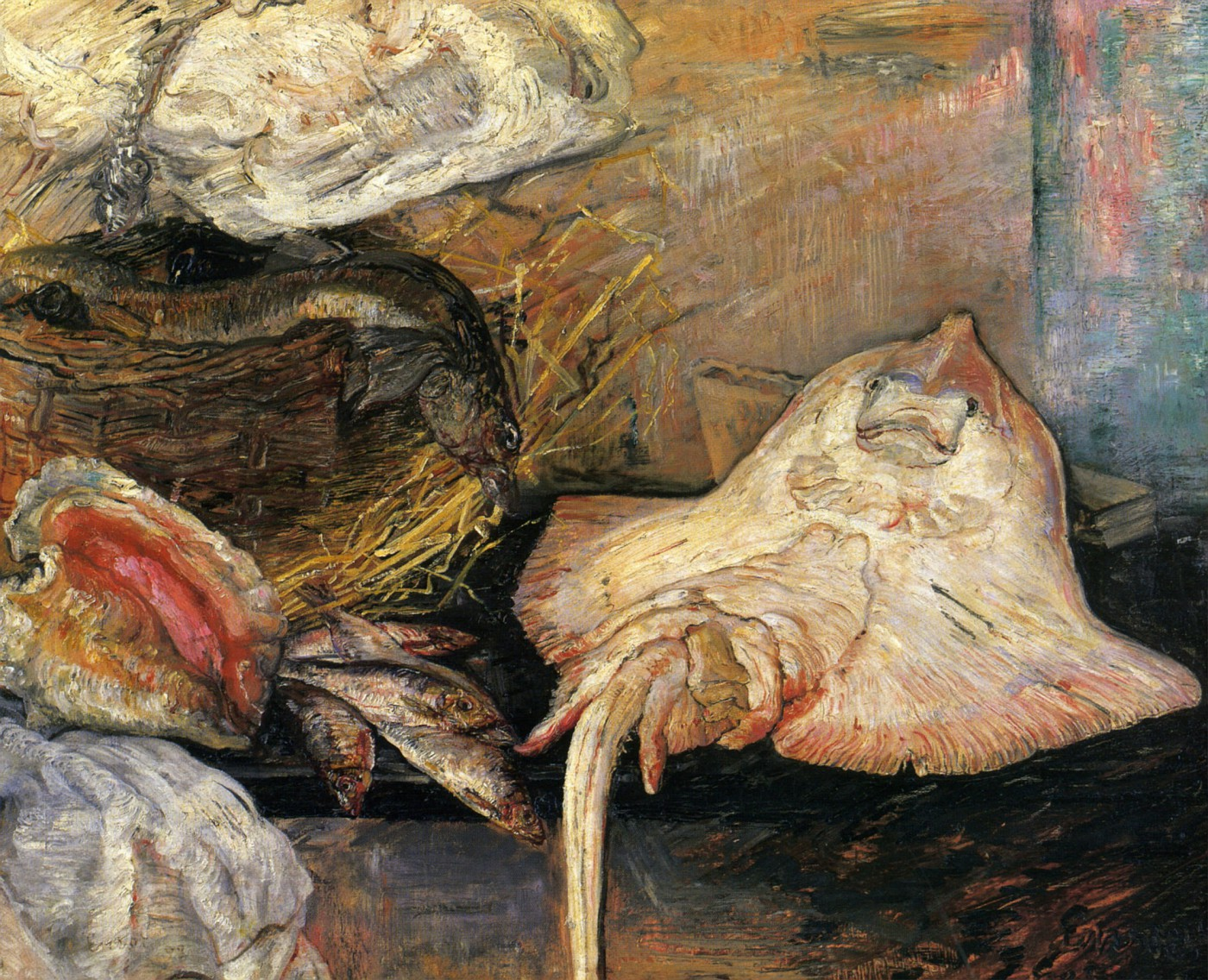
La Raie, 1892

Il donne régulièrement des conférences, compose un libretto, de la musique pour un opéra, en dessine les costumes et les décors, est élevé au rang de baron
Publications
- Mes écrits, Labor, Espace Nord
- Lettres, Labor, Archives du Futur

### Technique
En 2015, une étude menée à l'European Synchrotron Radiation Facility de Grenoble révèle au monde de l'art que le sulfure de cadmium connu aussi comme étant le pigment jaune de cadmium utilisé par des peintres comme Henri Matisse ou James Ensor, est sujet à un processus d'oxydation lors d'une exposition à la lumière, se transformant alors en sulfate de cadmium très soluble dans l'eau et surtout incolore.

## Postérité
Il laisse une œuvre expressionniste originale. Son tableau le plus célèbre est L’Entrée du Christ à Bruxelles. 
Il est considéré comme un innovateur de l’art du XIXe siècle. Bien qu'il se distancie des autres artistes de son temps, il a influencé de manière significative Paul Klee, Emil Nolde, George Grosz, Alfred Kubin, Wols, Felix Nussbaum et d'autres expressionnistes et surréalistes du XXe siècle.
La maison où il vécut, à Ostende, est devenue un musée. Il conserve trente-huit de ses tableaux. Un monument portant son buste (daté de 1930) a été érigé dans le Parc Léopold (nl) à Ostende selon le projet du sculpteur bruxellois Edmond de Valeriola (1877-1956). En 1985, ce buste a été remplacé par une réplique en bronze de l'artiste Irenée Duriez. L'original a été placé dans la maison Ensor. Sur le socle, l'on peut découvrir la devise d'Ensor : PRO LUCE NOBILIS SUM.
On trouve une avenue Ensor au Coq, une drève Ensor à Overijse et un institut Ensor à Ostende. 
Il lui a été rendu hommage par des artistes contemporains dans d'autres médias: il est l'objet d'une chanson, "Rencontre avec James Ensor", enregistré en 1994 par le duo de rock alternatif américain They Might Be Giants. Le film belge de 1996 Camping Cosmos du réalisateur belge Jan Bucquoy s'inspire des dessins de James Ensor, notamment Carnaval sur la plage (1887), La mort poursuivant le troupeau des humains (1896) et Le bal fantastique (1889). Bucquoy est aussi le créateur d'une bande dessinée Le Bal du Rat Mort inspiré par le peintre.
Il eut une grande influence sur Michel de Ghelderode qui fut inspiré pour ses œuvres théâtrales (Masques ostendais, Le Siège d'Ostende etc.) par les masques et les figures d'Ensor (la Mort, le Diable, les pêcheurs…).
La bande dessinée de Jan Bucquoy Le Bal du rat mort et le film Camping Cosmos sont directement inspirés par ses dessins (carnaval, bal masqué).
La pièce de théâtre, La Passion du diable d'Adolphe Nysenholc (Éditions Lansman, 1995), s'inspire dans sa partie centrale du tableau l'Entrée du Christ à Bruxelles de James Ensor.
On peut retrouver son tableau "L'Homme des douleurs" dans le film Old Boy de Park Chan-Wook avec lequel est citée la phrase : « Ris, tout le monde rira avec toi. Pleure, tu seras seul à pleurer. »
On peut voir aussi une affiche de son "autoportrait au chapeau fleuri" dans la chambre de Laurie Strode dans le film Halloween : La Nuit des masques de John Carpenter.
- (2819) Ensor : nom donné à un astéroïde.

### Filmographie
- Les Ensortilèges de James Ensor, écrit et réalisé par Nora Philippe et Arnaud de Mézamat, 2010, 60 min, diffusion ARTE, RTBF et VRT, Étoile de la Scam 2011.